# ماکروفومیک اسید
ماکروفومیک اسید (به انگلیسی: Macrophomic acid) با فرمول شیمیایی C۱۱H۱۲O۴ یک ترکیب شیمیایی با شناسه پاب‌کم ۱۰۸۸۹۱۰۹ است. که جرم مولی آن ۲۰۸٫۲۱ g/mol می‌باشد. 